# Frullania ornithocephala
Frullania ornithocephala là một loài rêu tản trong họ Jubulaceae. Loài này được (Reinw., Blume & Nees) Nees miêu tả khoa học lần đầu tiên năm 1845.